# 叶夫根尼·萨多夫伊

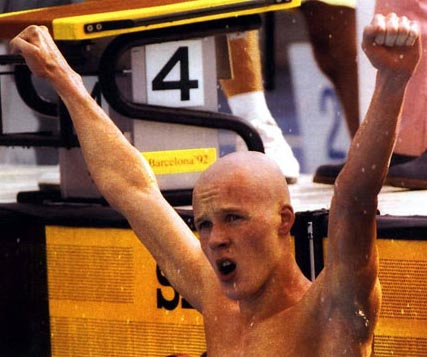
萨多夫伊在1992年奥运会上

叶夫根尼·维克托罗维奇·萨多夫伊（俄语：Евгений Викторович Садовый，1973年1月19日—），俄罗斯退役自由泳运动员，曾在巴塞罗那举行的1992年夏季奥林匹克运动会上获得三枚金牌，随后被游泳世界杂志评为当年世界游泳先生。

## 生涯
萨多夫伊出生于伏尔加格勒州的伏尔加斯基，六岁开始学习游泳。1981年萨多夫伊举家搬迁至伏尔加格勒，两年后年轻的萨多夫伊开始受训于世界级比赛。
在1991年于雅典举办的欧洲游泳锦标赛上萨多夫伊获得了男子400米自由泳和4×200米接力比赛的金牌。
1992年在巴塞罗那，19岁的萨多夫伊展现出了不凡的实力，获得了三枚金牌，打破男子400米自由泳比赛的世界纪录，帮助队伍打破4×200米接力比赛的世界纪录。萨多夫伊仅以0.01秒的微弱劣势未能打破意大利运动员乔治·兰贝蒂保持的200米自由泳的世界纪录，但以1.47秒的巨大优势打破了同样由澳大利亚运动员Kieren Perkins保持的400米自由泳世界纪录。
在1993年于谢菲尔德举办的欧洲游泳锦标赛萨多夫伊上获得200米自由泳比赛第二名，在另外两项接力比赛中获得金牌。萨多夫伊于1996年9月退役，退役后担任一名游泳教练，最开始在伏尔加格勒，然后去了莫斯科担任国家队教练，最后去了利比亚。

## 个人最佳成绩
萨多夫伊个人职业生涯的最佳成绩为：
- 200米自由泳：1分46秒70
- 400米自由泳：3分45秒00